# Липополисахарид

Строение липополисахарида: боковые полисахаридные цепи (О-антиген), центральный олигосахарид и липид А.

Липополисахарид (ЛПС; англ. lipopolysaccharide) — макромолекула, состоящая из полисахарида, ковалентно соединённого с липидом, основной компонент внешней мембраны грамотрицательных бактерий.

## Структура
ЛПС включает 3 ковалентно-связанных компонента:
- Липид А
- Центральный олигосахарид
- О-антиген

Липид А — дисахарид с несколькими соединёнными цепями необычной гидроксимиристиновой жирной кислоты, который «заякоривает» молекулу ЛПС в бактериальной мембране. После разрушения бактериальной клетки липид А высвобождается в кровь и может вызывать тяжёлые токсические последствия вплоть до септического шока.
Центральный олигосахарид состоит из необычных сахаров: кетодезоксиоктулозоната и гептозы. Он служит молекулярным мостиком и соединяет липид А с О-антигеном. Является эндотоксином и при высвобождении в кровь, также, как и липид А, может вызывать явления отравления вплоть до септического шока, хотя и в меньшей степени, чем липид А.
О-антиген представляет собой полисахаридные цепи, которые соединены с центральным олигосахаридом. Эта часть ЛПС экспонирована в окружающую среду. Состав О-антигена варьирует в зависимости от штамма бактерии. Чем протяжённее полисахариды О-антигена, тем хуже гидрофобные антибиотики проникают через них в бактериальную клетку. Эта часть ЛПС является наиболее иммуногенной и легко распознаётся иммунной системой хозяина, с чем и связано её название.

## Функция
Липополисахарид (ЛПС, эндотоксин) — термостабильный компонент наружной части клеточной мембраны всех грамотрицательных микроорганизмов. 

ЛПС обеспечивает структурную целостность бактериальной клетки и защищает мембрану от агрессивных воздействий окружающей среды. Отрицательный заряд ЛПС повышает общий отрицательный заряд бактерии и стабилизирует её мембрану. Действие многих антибиотиков направлено на повреждение ЛПС.

## Эндотоксин
Термин «эндотоксин» был введен в научную семантику Р. Пфейффером в 1892 году. Так был назван термостабильный компонент лизата грамотрицательных бактерий — липополисахарид. Часто термины эндотоксин и липополисахарид используются как синонимы. Эндотоксины могут взаимодействовать с различными клетками макроорганизма и в зависимости от дозы, вызывать их повреждения или стимулировать синтез физиологически активных веществ. Грозными последствиями действия эндотоксина являются ДВС-синдром и эндотоксиновый шок. Ранее было принято считать, что в норме весь проникающий в воротную вену из кишечника эндотоксин элиминируется системой фиксированных макрофагов печени. В настоящее время эндотоксины обнаружены в системном кровотоке практически здоровых людей.